# Постановка Гамлета в Московському художньому театрі

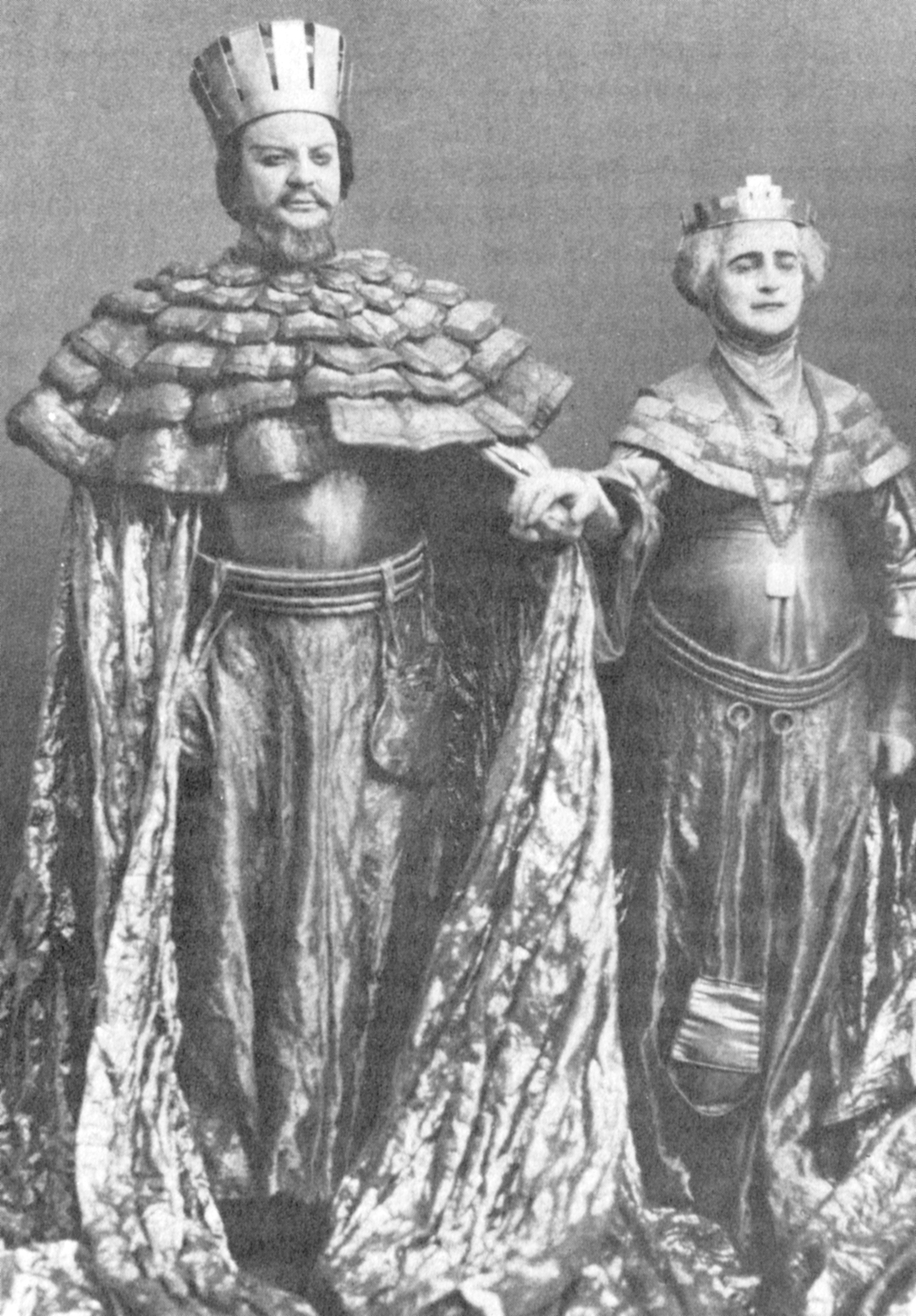
Микола Масалітінов у ролі Клавдія, Ольга Кніппер-Чехова в ролі Гертруди

Постановка Гамлета в МХАТі (1911-12) була здійснена Костянтином Станіславським, британським театральним режисером Едвардом Крегом та Леопольдом Сулержицьким. Вважається значною подією в історії постановок Гамлета зокрема і театру 20-го століття взагалі.
Історія відносин Крега і Станіславського починається в 1908 році, коли американська танцівниця Айседора Дункан (у якої з Крегом була дочка) познайомила їх між собою. Крег, англійський театральний практик, був палким прихильником символізму і простоти на сцені. Такі підходи вже застосовувались ним у постановці Воїни у Хельгеланді Генрика Ібсена. З іншого боку Костянтин Станіславський створив театр базований на реалізмі, внутрішній складності і психологічності. Як стверджував Бенедетті, «Станіславський хотів довести, що його детально розпрацьована „система“ для створення внутрішньо виправданої, реалістичної дії може відповідати формальним вимогами класичної п'єси». Після їх зустрічі Станіславський вирішив запросити Крега поставити Гамлета у мхатівському сезоні 1910 року. Початок їх співпраці довелось відтермінувати через захворювання Станіславського на черевний тиф. Прем'єра Гамлета відбулася 23 грудня 1911 року. Співпраця відбувалася у часи коли двоє митців були на піку свого впливу. Не дивлячись на конфлікти під час підготовчого процесу створений спектакль став унікальним і впливовим явищем сцени 20-го століття. Хоча російська критика неприхильно поставилась до роботи Крега, вистава викликала безпрецедентну світову увагу до театру з рецензіями у лондонській Таймс, і французькій пресі, що проголошували незаперечний успіх. Дякуючи спектаклю МХАТ з'явився на «культурній карті для західної Європи». Гамлет став «однією з найбільш знаних і пристрасно обговорюваних вистав у історії сучасної сцени».

## Естетична концепція
На момент запрошення Крега у квітні 1908 році, Станіславський був повністю захоплений бажанням співпрацювати з прогресивними театральними акторами. Однак керівник МХАТу не був готовий до того, що його бачення настільки відрізняється від запропонованого Крегом. Після невдачі з Мейерхольдом у мхатівському театрі-студії, Станіславський наполягав на важливості актора. Він вважав, що «ні обстановка, на режисер, ні художник не визначають п'єсу… все в руках актора». На його думку гарна гра визначається скоріше внутрішньою мотивацією ніж зовнішнім шоу. Якщо ідеї Станіславського майже повністю зосереджувались на значенні актора, крегівське розуміння зводило акторську важливість до інструменту через який бачення режисера втілювалось в життя. «Актор не повинен більше виражати себе; він повинен не імітувати, але позначати». На думку Крега гарний театр вимагає єдності всіх елементів під контролем однієї особи — режисера.
Будучи символістом Крег розглядав шекспірівську п'єсу скоріше як поему, ніж як театральний матеріал. У своїй книзі «Про мистецтво театру» (1905) він зазначає, що «Гамлет» не має театральної природи. Драматург Моріс Метерлінк (якого Станіславський відвідував влітку 1908 року, щоб обговорити постановку «Синього Птаха») п'ятнадцятьма роками раніше стверджував, що багато знаменитих театральних драм, включаючи «Гамлета», «не були сценічними». Крег, пропонуючи постановку у МХАТІ, хотів «перевірити свою теорію про те, що шекспірівська п'єса не є природно театральною».
Постановка задумувалась як символічна монодрама в якій кожен елемент був би підпорядкований герою: п'єса мала б представляти уявність, побачену очима Гамлета. У відстоюванні такої інтерпретації Крег хотів додати архетипічно-символічні фігури — Безумство, Вбивство і Смерть, а також змусити Гамлета бути присутнім у кожній сцені, мовчазно споглядаючи на те, у чому він не бере участі. Станіславський відхилив ці пропозиції. Він наполягав на акторській інтерпретації тексту з чутливими емоціями, у руслі його системи. У той же час, Крег не вважав потрібним давати акторам такого емоційного вираження. Це не означало що він хотів мертвої вистави, навпаки, він вважав, що текст чітко розкриває мотиви і почуття характерів. Він прагнув до такої простоти, про яку Каору Осанаї писав у Освітньому театральному журналі, як про «простоту у вираженні, але не в змісті». Так що в деяких сценах де Станіславський хотів залучити багато акторів, Крег бажав щоб вони майже не рухались, задля того, щоб поезія вийшла на передній план.

Не дивлячись на суперечності між крегівською символічною естетикою і станіславським психологічним реалізмом, їх авторів все ж поєднували деякі художні принципи. Система була розроблена на основі експериментів Станіславського з символічною драмою, яка змістила акценти від натуралістичного зовнішнього «фасаду» до внутрішнього світу «духу» персонажа. Обоє розділяли важливість єдності всіх театральних елементів. У листі (1909) до Любові Гуревич, пишучи про нову постановку гоголівського Ревізора Станіславський підтвердив своє «звернення до реалізму», зі сподіванням, що це не зашкодить співпраці:
«Звичайно ми повернулися до реалізму, до глибшого, більш витонченого і більш психологічного реалізму. Давайте будемо сильнішими в цьому і ми просунемось далі в нашій пригоді. Ось чому ми запросили Гордона Крега… Я не сумніваюсь, що кожне абстрагування на сцені, таке як імпресионізм, можна досягнути через більш витончений і глибокий реалізм. Всі інші способи будуть фальшивими і мертвими.»
Натомісць цілком разнилися інтерпертації головного героя. Станіславський розглядав його активним, енергічним персонажем. В той же час Крег бачив його як прояв духовного принципу. Гамлетівська трагедія у нього це скоріше те що Гамлет говорить, ніж те, що він робить.

## Візуальне оформлення

Ескіз оформлення першої сцени Гамлета у постановці Едварда Крега

Найвідомішою особливістю крегівської постановки було використання єдиного, однокольорового оформлення від сцени до сцени у вигляди великих «абстрактних» ширм, що задавали розміри сцени. Існує стійкий театральний міф, що ці щирми завалилися на прем'єрі. Цей міф тягнеться від епізоду у книзі Станіславського «Моє життя в мистецтві» (1924); Крег вимагав, щоб Станіславський прибрав цю історію і той визнав, що інцидент трапився лише на репетиції з вини працівників сцени. Крег передбачав, що працівники будуть вдягнені в спеціальні помітні костюми, і будуть міняти декорації по ходу п'єси але Станіславський не дозволив це зробити. Тому доводилось опускати лаштунки, робити затримки між сценами, що порушило крегівську концепцію плинності і динаміки. Різні варіанти розташування екранів для кожної сцени забезпечували просторове уявлення про стан думки Гамлета, або щоб підкреслити драматургічну динаміку. Робилось це через послідовність сцен, коли візуальні елементи або зберігалися або мінялися. Стосовно костюмів думки теж розійшлися. Наприклад у сцені пантоміми Крег пропонував одягнути акторів у збільшені маски, але Станіславський відкинув ідею, яка занадто відходила від реалізму. Було досягнуто компромісу — актори виходили у гримі з екстравагантними бородами і перуками (Innes 158).

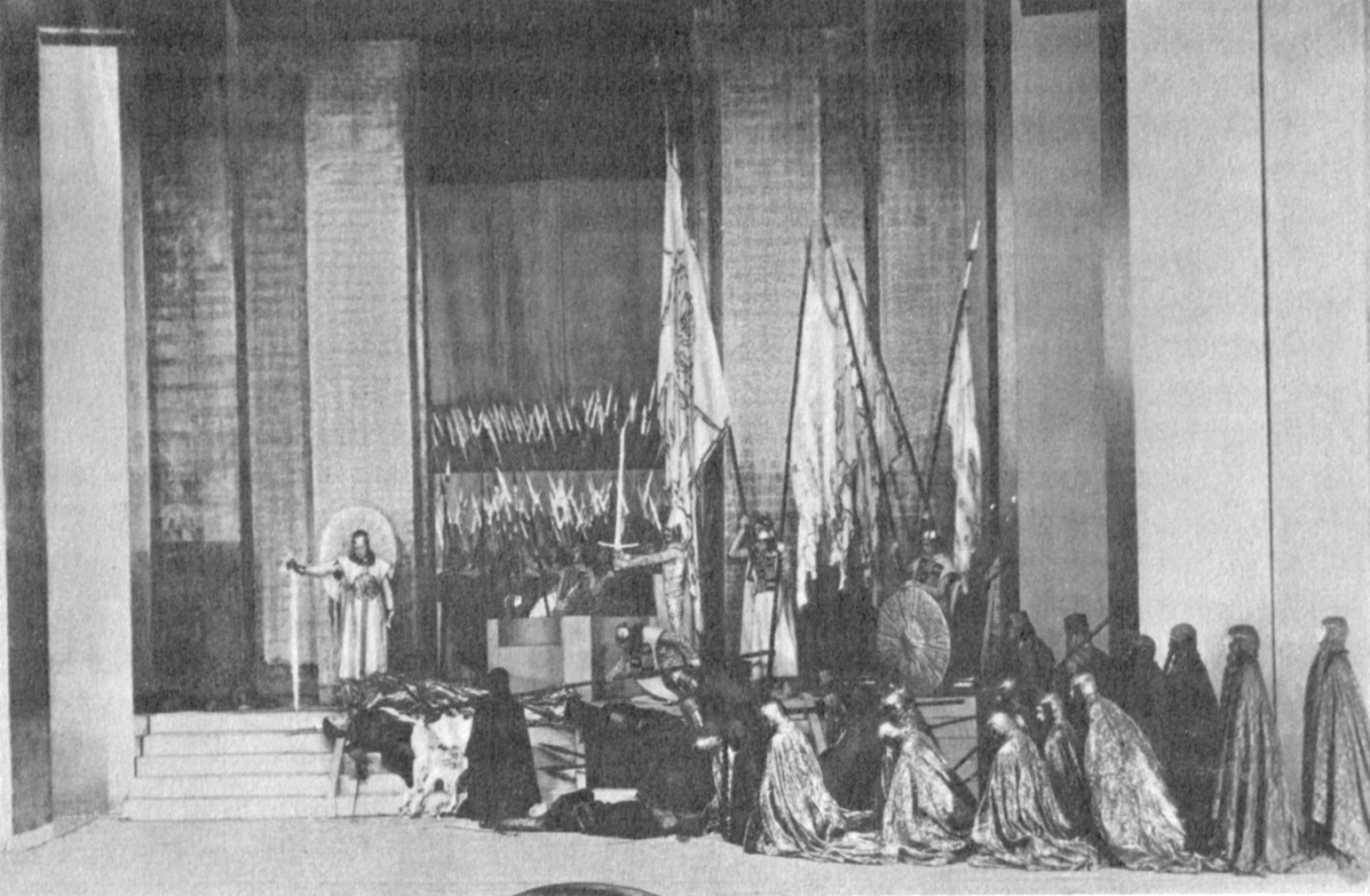
Фінальна сцена Гамлета у постановці Едварда Крега

Ядро крегівської монодраматичної інтерпретації лежить у першій двірцевій сцені. Сцена була поділена світлом на дві зони: фон яскраво освітлений, передній план затемнений. Ширми вишикувалися вздовж задньої стіни. Від високого трону, оздобленого діагональними променями, на якому сидять Клавдій і Гертруда спускається піраміда, символізуючи феодальну ієрархію. Піраміда створювала ілюзію єдиної золотої маси, з прорізів якої проглядали голови знаті. На передньому плані, у тіні, лежить Гамлет, нібі в напівсні. Напівпрозора тканина відділяє Гамлета від двору, підкреслюючи поділ. На лінії Клавдія фігури лишались, у той же час напівпрозора тканина опускалась, таким чином весь двір ніби розчинявся в очах глядачів. Це була проєкція гамлетівських думок, що ширяли деінде. Вся сцена, особливо ефект прозорої тканини викликав нечувані раніше овації мхатівских глядачів.

## Хронологія постановки
Як згадує Сулержицький: «Ще задовго до знайомства з Крегом в принципі було вирішено поставити „Гамлета“. У Данію був відряджений художник Єгоров, який, об'їздивши і Данію, і Швецію, і Норвегію, привіз багатющий матеріал. Він написав надзвичайно цікаві ескізи декорацій, і, напевно, постановка „Гамлета“ і здійснилася б при діяльній участі Єгорова, якби взагалі не був змінений самий характер її».
У результаті Станіславський переконав правління МХАТу запросити Крега до Москви, яку той відвідав у жовтні 1908 р. Правління ухвалило поставку спектаклю в сезоні 1910 р. Репетиції почалися в березні 1909 року. У квітні Крег повернувся до Росії, зустрівся зі Станіславським у Петербурзі, де якраз гастролював МХАТ. Вони проаналізували всю п'єсу від сцени до сцени, визначили особливості постановки звуку, кольору, освітлення. Слабо розуміючи мови один одного митці послуговувались мішаниною німецької й англійської. Загалом Крег провів мало часу з акторами, які відзначали важкість роботи з ним. Більше часу він витратив на роботу з масштабною копією сцени, на якій було розставлено фігурки персонажів. Все це чітко кореспондувало з його бажанням прирівняти актора до маріонетки, що дозволяє режисеру повністю контролювати процес. Спільна робота над спектаклем продовжилась у Москві до липня, коли Станіславський виїхав до Парижа.

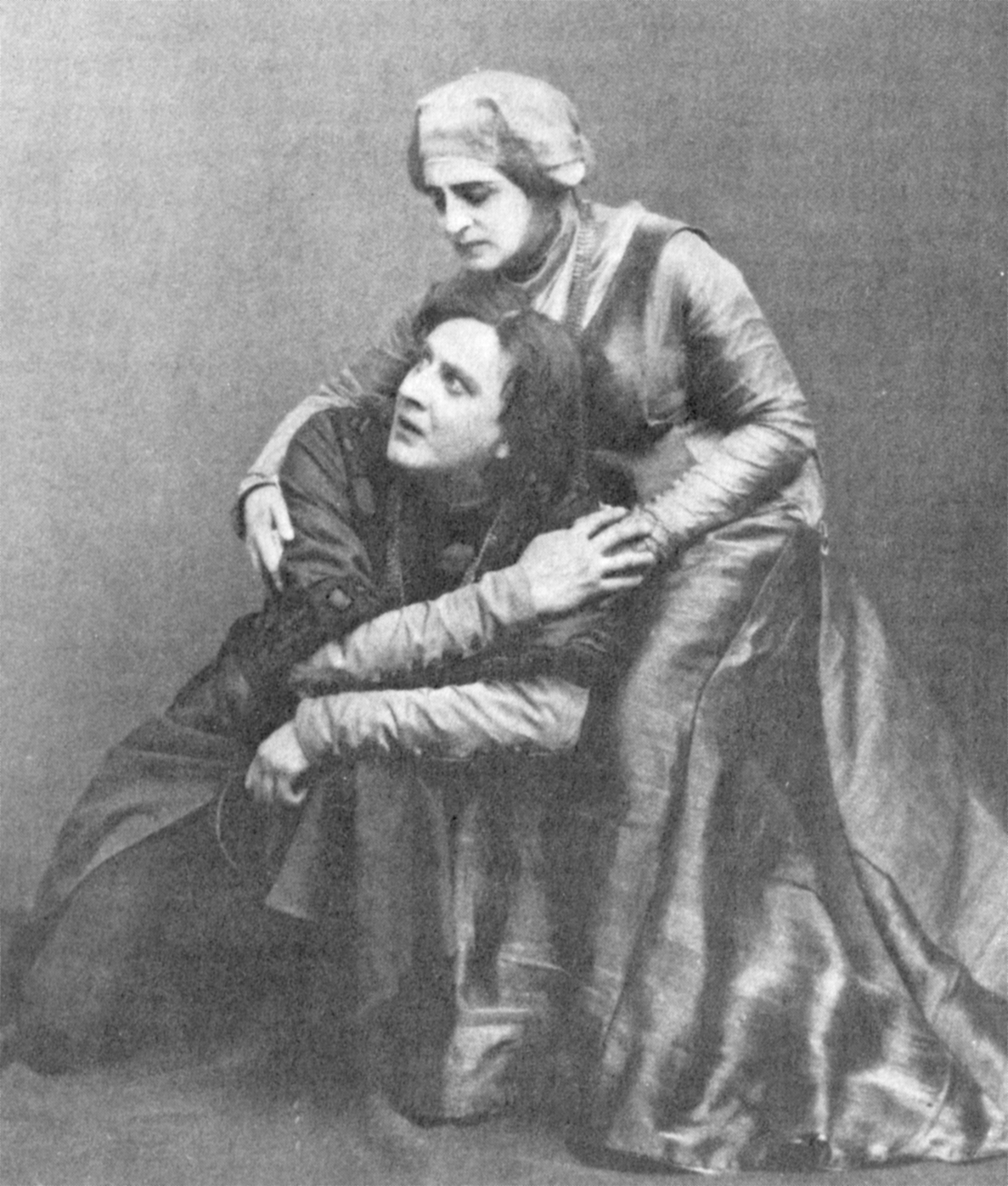
Василь Качалов в ролі Гамлета, Ольга Кніппер у ролі Гертруди

У лютому 1910 Крег знову повертається до Москви. У межичасі Станіславський ставить важливу виставу по Тургєнєву Місяць в селі, успіх якої засвідчив виправданість його нового «систематичного» підходу до акторської роботи. Було заплановані спільні репетиції до квітня, після чого Станіславський мав продовжити підготовку самостійно до літа. Крег мав би повернутись у серпні й продовжити роботу до прем'єри в листопаді 1910 р.
Однак у серпні у Станіславського було діагностовано черевний тиф, тож постановку було перенесено на наступний сезон; Станіславський зміг приступити до репетицій лише у квітні 1911 р. Прем'єра відбулася 23 грудня 1911 року (ст.ст.). Спектакль отримав досить критичну оцінку російської преси, чиє невдоволення майже повністю було скероване на Крега. Один критик написав, що «крегівські ширми пригнічували спектакль». У цілому критики вважали, що крегівське модерністичне бачення затулило п'єсу як таку. Тим не менше, Микола Ефрос наполягав, що незважаючи на недоліки вистави, те, що прагнули досягти і об'єм виконаної роботи гідні захоплення. Англійська преса була більш поблажлива, і чутки про великий тріумф Крега розлетілись західною Європою досить швидко. У той час як Ольга Кніпер (Гертруда), Микола Масалітінов (Клавдій) і Ольга Гзовська (Офелія) отримали бідні рецензії, Василя Качалова у ролі Гамлета було визнано геніальним. Його інтерпретація витіснила легенду романтичного Гамлета у виконанні Павла Мочалова (середина 19 ст.).
Пізніше згадуючи виставу, Крег говорив, що мав відчуття «наче Господа Всемогутнього помістили у м'юзік-хол».